# Bromelia horstii
Espèce
Classification phylogénétique
Bromelia horstii est une espèce de plantes à fleurs tropicales de la famille des Bromeliaceae, endémique du Brésil.

## Distribution
L'espèce est endémique de l'État de Mato Grosso au Brésil.

## Description
L'espèce est hémicryptophyte.